# NGC 2240
NGC 2240 est un amas ouvert, situé dans la constellation du Cocher. Il a été découvert par l'astronome germano-britannique William Herschel en 1786.
NGC 2240 est à environ 450 pc (∼1 470 al) du système solaire et les dernières estimations donnent un âge de 3,2 milliards d'années. 